# Herning Hawks
Herning Hawks AFC er en amerikansk fodboldklub, som blev stiftet i 1988
Holdet har spillet Mermaid Bowl 3 gange og vundet en enkelt, nemlig Mermaid Bowl II.
Holdet er lige nu i en opbygninsperiode. Efter sæsonen i 2004 valgte mange bærende kræfter på holdet at skifte til Triangle Razorbacks. Holdet blev udsat for massiv spillerflugt, og det endte med, at Herning trak sig fra Nationalligaen efter en målscore efter de første 2 kampe på: 0-110.
Herning kom dog stærkt tilbage og vandt i 2007 Elming Bowl (finalen i 9-mandsudgaven af amerikansk fodbold). Herning rykkede dermed op i 1. div. til sæsonen 2008, hvor klubben også vil være i 2009.
Grundet mange nye spillere har Herning Hawks valgt at spille 2010-sæsonen i 2. Division, hvor de håber på succes og oprykning.